# Persone di nome Viktor
| Questa pagina contiene informazioni ricavate automaticamente dalle voci biografiche con l'ausilio del template Bio e di un bot. L'aggiornamento è periodico e automatico e ricostruisce completamente la pagina. Se manca una persona in questa lista, sei pregato di non aggiungerla, ma accertati piuttosto che la sua voce biografica contenga il template Bio e che i dati anagrafici siano correttamente compilati. Se il template Bio manca, inseriscilo tu stesso o, in alternativa, metti l'avviso {{tmp\|Bio}} che ne segnala la mancanza. Se i dati riportati sono sbagliati, correggi direttamente la voce biografica; le modifiche saranno visibili in questa lista entro pochi giorni. Per chiarimenti vedi il progetto antroponimi. La lista contiene solo le 364 persone che sono citate nell'enciclopedia e per le quali è stato implementato correttamente il template Bio. Pagina aggiornata al 6 ago 2025. |

Questa è una lista di persone presenti nell'enciclopedia che hanno il nome Viktor, suddivise per attività principale.

## Agenti segreti(1)
- Viktor Fëdorovič Karpuchin, agente segreto sovietico (Luc'k, n. 1947 - Mosca, † 2003)

## Allenatori di calcio(17)
- Viktor Fomin, allenatore di calcio e calciatore sovietico (Slov"jans'k, n. 1929 - † 2007)
- Viktor Havlicek, allenatore di calcio e calciatore austriaco (n. 1914 - † 1971)
- Viktor Kolotov, allenatore di calcio e calciatore sovietico (Judino, n. 1949 - Kiev, † 2000)
- Viktor Mychajlovyč Kuznecov, allenatore di calcio e ex calciatore ucraino (Dniprodzeržyns'k, n. 1961)
- Viktor Losev, allenatore di calcio e ex calciatore sovietico (Murom, n. 1959)
- Viktor Mar'enko, allenatore di calcio e calciatore sovietico (Jasynuvata, n. 1929 - Petrovskoe, † 2007)
- Viktor Maslov, allenatore di calcio e calciatore sovietico (Mosca, n. 1910 - Mosca, † 1977)
- Viktor Matvijenko, allenatore di calcio e calciatore sovietico (Zaporižžja, n. 1948 - Kiev, † 2018)
- Viktor Nosov, allenatore di calcio e calciatore sovietico (Stalino, n. 1940 - Donec'k, † 2008)
- Viktor Onopko, allenatore di calcio e ex calciatore russo (Luhans'k, n. 1969)
- Viktor Papaev, allenatore di calcio e ex calciatore sovietico (Bazarnyj Karabulak, n. 1947)
- Viktor Pasul'ko, allenatore di calcio e ex calciatore ucraino (Іl'nycja, n. 1961)
- Viktor Prokopenko, allenatore di calcio e calciatore ucraino (Ždanov, n. 1944 - Odessa, † 2007)
- Viktor Serebrjanikov, allenatore di calcio e calciatore sovietico (Zaporižžja, n. 1940 - Kiev, † 2014)
- Viktor Šiškin, allenatore di calcio e ex calciatore sovietico (Sverdlovsk, n. 1955)
- Viktor Skrypnyk, allenatore di calcio e ex calciatore ucraino (Novomoskovsk, n. 1969)
- Viktor Sokol, allenatore di calcio e ex calciatore sovietico (Minsk, n. 1954)

## Allenatori di tennis(1)
- Viktor Troicki, allenatore di tennis e ex tennista serbo (Belgrado, n. 1986)

## Alpinisti(2)
- Viktor Wessely, alpinista e medico austriaco (Kremsmünster, n. 1870 - Linz, † 1949)
- Victor Wolf von Glanvell, alpinista, insegnante e scrittore austriaco (Klagenfurt, n. 1871 - Thörl, † 1905)

## Altisti(1)
- Viktor Bol'šov, ex altista sovietico (Izberbaš, n. 1939)

## Ammiragli(1)
- Viktor Nikolaevič Sokolov, ammiraglio russo (Bender, n. 1962)

## Anatomisti(1)
- Viktor von Ebner, anatomista austriaco (Bregenz, n. 1842 - Vienna, † 1925)

## Arbitri di calcio(2)
- Viktor Kassai, arbitro di calcio ungherese (Tatabánya, n. 1975)
- Viktor Švecov, ex arbitro di calcio ucraino (Odessa, n. 1969)

## Archeologi(1)
- Viktor Sarianidi, archeologo sovietico (Tashkent, n. 1929 - Mosca, † 2013)

## Architetti(2)
- Viktor Kovačić, architetto croato (Lioka Vas, n. 1874 - Zagabria, † 1924)
- Viktor Sulčič, architetto sloveno (Santa Croce, n. 1895 - Buenos Aires, † 1973)

## Arcieri(1)
- Viktor Ruban, arciere ucraino (Charkiv, n. 1981)

## Artisti(1)
- Viktor Ekpuk, artista nigeriano

## Astronomi(3)
- Viktor Amazaspovič Ambarcumjan, astronomo e astrofisico armeno (Tbilisi, n. 1908 - Byurakan, † 1996)
- Viktor Karlovič Knorre, astronomo russo (Mykolaïv, n. 1840 - Lichterfelde, † 1919)
- Viktor Sergeevič Safronov, astronomo sovietico (Velikie Luki, n. 1917 - Mosca, † 1999)

## Attori(7)
- Viktor Avdjuško, attore sovietico (Mosca, n. 1925 - Mosca, † 1975)
- Viktor Chochrjakov, attore sovietico (Ufa, n. 1913 - Mosca, † 1986)
- Viktor Chorinjak, attore russo (Minusinsk, n. 1990)
- Viktor Koršunov, attore sovietico (Mosca, n. 1929 - Mosca, † 2015)
- Viktor Kosteckij, attore russo (Žmerynka, n. 1941 - San Pietroburgo, † 2014)
- Viktor Krjučkov, attore e regista sovietico (Mosca, n. 1938)
- Viktor Suchorukov, attore russo (Orechovo-Zuevo, n. 1951)

## Aviatori(1)
- Viktor Georgievič Pugačëv, aviatore sovietico (Taganrog, n. 1948)

## Avvocati(1)
- Viktor Orbán, avvocato e politico ungherese (Alcsútdoboz, n. 1963)

## Biatleti(2)
- Viktor Brandt, biatleta svedese (Karlstad, n. 1999)
- Viktor Mamatov, biatleta sovietico (Belovo, n. 1937 - † 2023)

## Biologi(1)
- Viktor Hamburger, biologo tedesco (Kamienna Góra, n. 1900 - Saint Louis, † 2001)

## Canoisti(3)
- Viktor Kalisch, canoista austriaco (Linz, n. 1902 - † 1976)
- Viktor Kratasjuk, canoista sovietico (Poti, n. 1949 - Poti, † 2003)
- Viktor Renejskij, ex canoista sovietico (Babrujsk, n. 1967)

## Canottieri(1)
- Viktor Diduk, ex canottiere sovietico (Leningrado, n. 1957)

## Cantanti(2)
- Dima Bilan, cantante e attore russo (Ust'-Džeguta, n. 1981)
- Viktor Coj, cantante, chitarrista e attore sovietico (Leningrado, n. 1962 - Tukums, † 1990)

## Cestisti(13)
- Viktor Berežnyj, ex cestista e allenatore di pallacanestro ucraino (Kiev, n. 1961)
- Viktor Chrjapa, ex cestista russo (Kiev, n. 1982)
- Viktor Efremovski, cestista macedone (Gostivar, n. 1998)
- Viktor Juríček, cestista slovacco (Bojnice, n. 1993)
- Viktor Kejru, ex cestista russo (Rostov sul Don, n. 1984)
- Viktor Kobzystyj, cestista e allenatore di pallacanestro ucraino (Kremenčuk, n. 1979 - Leopoli, † 2023)
- Viktor Pankraškin, cestista sovietico (Mosca, n. 1957 - Mosca, † 1993)
- Viktor Petrakov, ex cestista sovietico (Stalingrado, n. 1949)
- Viktor Radev, cestista bulgaro (Marica, n. 1936 - † 2014)
- Viktor Vlasov, cestista sovietico (Mosca, n. 1925 - Mosca, † 2002)
- Viktor Zarjažko, cestista russo (Novosibirsk, n. 1992)
- Viktor Zubkov, cestista sovietico (Rostov sul Don, n. 1937 - San Pietroburgo, † 2016)
- Viktor Zvarykin, ex cestista russo (Mosca, n. 1986)

## Chimici(1)
- Viktor Meyer, chimico tedesco (Berlino, n. 1848 - Heidelberg, † 1897)

## Chirurghi(1)
- Viktor Schmieden, chirurgo tedesco (Berlino, n. 1874 - Lichtenberg, † 1945)

## Chitarristi(2)
- Viktor Dmitrievič Smol'skij, chitarrista e polistrumentista bielorusso (Minsk, n. 1969)
- Viktor Ivanovič Zinčuk, chitarrista e compositore russo (Mosca, n. 1958)

## Ciclisti su strada(5)
- Viktor Filutás, ciclista su strada e pistard ungherese (Budapest, n. 1996)
- Viktor Kapitonov, ciclista su strada e dirigente sportivo sovietico (Mosca, n. 1933 - Mosca, † 2005)
- Viktor Klimov, ex ciclista su strada ucraino (Sinferopoli, n. 1964)
- Viktor Potočki, ciclista su strada, ciclocrossista e pistard croato (Donja Stubica, n. 1999)
- Viktor Verschaeve, ex ciclista su strada belga (Brasschaat, n. 1998)

## Compositori(3)
- Viktor Jacobi, compositore ungherese (Budapest, n. 1883 - New York, † 1921)
- Viktor Parma, compositore sloveno (Trieste, n. 1858 - Marburgo sulla Drava, † 1924)
- Viktor Ullmann, compositore, direttore d'orchestra e pianista austriaco (Český Těšín, n. 1898 - campo di concentramento di Auschwitz, † 1944)

## Compositori di scacchi(1)
- Viktor Ivanovič Čepižnij, compositore di scacchi russo (Dnipropetrovs'k, n. 1934)

## Cosmonauti(4)
- Viktor Michajlovič Afanas'ev, cosmonauta sovietico (Brjansk, n. 1948)
- Viktor Vasil'evič Gorbatko, cosmonauta sovietico (Vency-Zarja, n. 1934 - Mosca, † 2017)
- Viktor Ivanovič Pacaev, cosmonauta sovietico (Aktjubinsk, n. 1933 - Spazio, † 1971)
- Viktor Savinych, cosmonauta sovietico (n. 1940)

## Criminali(1)
- Viktor Brack, criminale di guerra tedesco (Haaren, n. 1904 - Landsberg am Lech, † 1948)

## Critici letterari(1)
- Viktor Maksimovič Žirmunskij, critico letterario e filologo russo (San Pietroburgo, n. 1891 - Leningrado, † 1971)

## Danzatori(1)
- Viktor Ivanovič Gzovskij, ballerino e coreografo russo (San Pietroburgo, n. 1902 - Amburgo, † 1974)

## Dermatologi(1)
- Viktor Mucha, dermatologo austriaco (Königgrätz, n. 1877 - Vienna, † 1933)

## Diplomatici(5)
- Viktor Avilov, diplomatico russo (Saratov, n. 1900 - † 1997)
- Viktor Dubský von Třebomyslice, diplomatico, militare e nobile boemo (Vienna, n. 1834 - Troubky-Zdislavice, † 1915)
- Viktor Elbling, diplomatico tedesco (Karachi, n. 1959)
- Viktor Pavlovič Kočubej, diplomatico russo (Dikanka, n. 1768 - Mosca, † 1834)
- Viktor Andreevič Kravčenko, diplomatico e militare sovietico (Ekaterinoslav, n. 1905 - New York, † 1966)

## Dirigenti d'azienda(2)
- Viktor Klima, dirigente d'azienda e ex politico austriaco (Schwechat, n. 1947)
- Viktor Alekseevič Zubkov, dirigente d'azienda, politico e funzionario russo (Kušva, n. 1941)

## Dirigenti sportivi(1)
- Viktor Majgurov, dirigente sportivo e ex biatleta russo (Severoural'sk, n. 1969)

## Discoboli(2)
- Viktor Butenko, discobolo russo (n. 1993)
- Viktor Raščupkin, ex discobolo sovietico (Kamensk-Ural'skij, n. 1950)

## Disegnatori(1)
- Viktor Deni, disegnatore russo (Mosca, n. 1893 - Mosca, † 1946)

## Drammaturghi(1)
- Viktor Aleksandrovič Krylov, drammaturgo, critico teatrale e librettista russo (Mosca, n. 1838 - San Pietroburgo, † 1906)

## Fisici(1)
- Viktor Veselago, fisico sovietico (Zaporižžja, n. 1929 - † 2018)

## Fisiologi(1)
- Viktor von Weizsäcker, fisiologo e antropologo tedesco (Stoccarda, n. 1886 - Heidelberg, † 1957)

## Fondisti(1)
- Viktor Thorn, fondista svedese (n. 1996)

## Generali(10)
- Viktor Afzalov, generale russo (Ukromnoe, n. 1968)
- Viktor Balck, generale e dirigente sportivo svedese (Karlskrona, n. 1844 - Stoccolma, † 1928)
- Viktor Dankl von Krasnik, generale austro-ungarico (Udine, n. 1854 - Innsbruck, † 1941)
- Viktor Petrovič Dubynin, generale russo (Martjuš, n. 1943 - Mosca, † 1992)
- Viktor Sergeevič Kočubej, generale russo (Alupka, n. 1860 - Wiesbaden, † 1923)
- Viktor Georgievič Kulikov, generale e politico sovietico (Verchnjaja Ljubovša, n. 1921 - Mosca, † 2013)
- Viktor Lutze, generale tedesco (Bevergern, n. 1890 - Potsdam, † 1943)
- Viktor Nikolaevič Muženko, generale ucraino (Vystupovichi, n. 1961)
- Viktor von Scheuchenstuel, generale austro-ungarico (Witkowitz, n. 1857 - Vienna, † 1938)
- Viktor Zolotov, generale russo (Sasovo, n. 1954)

## Gesuiti(1)
- Viktor Novikov, gesuita russo (Kazan', n. 1905 - Belebej, † 1979)

## Giavellottisti(2)
- Viktor Cybulenko, giavellottista sovietico (Veprik, n. 1930 - Kiev, † 2013)
- Viktor Evsjukov, ex giavellottista kazako (Donec'k, n. 1956)

## Ginnasti(6)
- Viktor Čukarin, ginnasta sovietico (Krasnoarmejskoe, n. 1921 - Leopoli, † 1984)
- Jalmari Kivenheimo, ginnasta finlandese (Tuusula, n. 1889 - Mikkeli, † 1994)
- Viktor Klimenko, ex ginnasta sovietico (Mosca, n. 1949)
- Viktor Leont'ev, ex ginnasta sovietico (Mosca, n. 1940)
- Viktor Lisickij, ginnasta sovietico (Magnitogorsk, n. 1939 - Mosca, † 2023)
- Viktor Smeds, ginnasta e dirigente sportivo finlandese (n. 1885 - Helsinki, † 1957)

## Giocatori di badminton(1)
- Viktor Axelsen, giocatore di badminton danese (Odense, n. 1994)

## Giocatori di calcio a 5(1)
- Viktor Senatov, ex giocatore di calcio a 5 russo (n. 1987)

## Giocatori di poker(1)
- Viktor Blom, giocatore di poker svedese (Rånäs, n. 1990)

## Golfisti(1)
- Viktor Hovland, golfista norvegese (Oslo, n. 1997)

## Hockeisti su ghiaccio(14)
- Viktor Antipin, hockeista su ghiaccio russo (Öskemen, n. 1992)
- Viktor Blinov, hockeista su ghiaccio sovietico (Omsk, n. 1945 - Mosca, † 1968)
- Viktor Jakušev, hockeista su ghiaccio sovietico (Mosca, n. 1937 - Mosca, † 2001)
- Viktor Konovalenko, hockeista su ghiaccio sovietico (Nižnij Novgorod, n. 1938 - † 1996)
- Viktor Kozlov, ex hockeista su ghiaccio russo (Togliatti, n. 1975)
- Viktor Kuz'kin, hockeista su ghiaccio sovietico (Mosca, n. 1940 - Soči, † 2008)
- Viktor Nikiforov, hockeista su ghiaccio sovietico (Mosca, n. 1931 - Mosca, † 1989)
- Viktor Schweitzer, hockeista su ghiaccio italiano (San Candido, n. 1992)
- Viktor Tichonov, hockeista su ghiaccio russo (Riga, n. 1988)
- Viktor Tichonov, hockeista su ghiaccio e allenatore di hockey su ghiaccio sovietico (Mosca, n. 1930 - Mosca, † 2014)
- Viktor Tjumenev, hockeista su ghiaccio sovietico (Mosca, n. 1957 - Mosca, † 2018)
- Viktor Zinger, hockeista su ghiaccio sovietico (n. 1941 - Mosca, † 2013)
- Viktor Šuvalov, hockeista su ghiaccio sovietico (Ruzaevka, n. 1923 - Mosca, † 2021)
- Viktor Žluktov, ex hockeista su ghiaccio russo (Inta, n. 1954)

## Imprenditori(4)
- Viktor Pinčuk, imprenditore e politico ucraino (Kiev, n. 1960)
- Viktor Rašnikov, imprenditore russo (Magnitogorsk, n. 1948)
- Viktor Uspaskich, imprenditore e politico lituano (Urdoma, n. 1959)
- Viktor Feliksovič Veksel'berg, imprenditore russo (Drogobyč, n. 1957)

## Ingegneri(6)
- Viktor Apfelbeck, ingegnere austriaco (Eisenerz, n. 1859 - Sarajevo, † 1934)
- Viktor Ivanovič Belenko, ingegnere e aviatore russo (Nal'čik, n. 1947 - † 2023)
- Viktor Fëdorovič Bolchovitinov, ingegnere sovietico (Saratov, n. 1899 - Mosca, † 1970)
- Viktor Kaplan, ingegnere e inventore austriaco (Mürzzuschlag, n. 1876 - Unterach am Attersee, † 1934)
- Viktor Petrovič Makeev, ingegnere e militare sovietico (n. 1924 - † 1985)
- Viktor Vasil'evič Proskurjakov, ingegnere sovietico (Svobodnyj, n. 1955 - Mosca, † 1986)

## Lottatori(3)
- Viktor Lőrincz, lottatore ungherese (Cegléd, n. 1990)
- Viktor Nemeš, lottatore serbo (Senta, n. 1993)
- Viktor Petryk, lottatore ucraino (n. 1996)

## Maratoneti(2)
- Väinö Muinonen, maratoneta finlandese (Lappeenranta, n. 1898 - Imatra, † 1978)
- Viktor Röthlin, ex maratoneta svizzero (Kerns, n. 1974)

## Marciatori(1)
- Viktor Buraev, ex marciatore russo (Penza, n. 1982)

## Matematici(2)
- Viktor Batyrev, matematico russo (Mosca, n. 1961)
- Viktor Jakovlevič Bunjakovskij, matematico russo (Bar, n. 1804 - San Pietroburgo, † 1889)

## Militari(4)
- Viktor But, militare e criminale russo (Dušanbe, n. 1967)
- Viktor Vasil'evič Talalichin, militare e aviatore sovietico (Teplovka, n. 1918 - Podol'sk, † 1941)
- Viktor Weber von Webenau, militare austro-ungarico (Lavamünd, n. 1861 - Innsbruck, † 1932)
- Viktor Zoller, ufficiale tedesco (Ravensburg, n. 1912 - Landsberg, † 1947)

## Naturalisti(1)
- Viktor Schauberger, naturalista e scienziato austriaco (Schwarzenberg am Böhmerwald, n. 1885 - Linz, † 1958)

## Navigatori(1)
- Viktor Esbensen, navigatore e esploratore norvegese (Vadsø, n. 1881 - Oceano Atlantico, † 1942)

## Neurologi(1)
- Viktor Frankl, neurologo, psichiatra e filosofo austriaco (Vienna, n. 1905 - Vienna, † 1997)

## Nuotatori(5)
- Viktor Aboimov, ex nuotatore sovietico (n. 1949)
- Viktor Bromer, nuotatore danese (Aarhus, n. 1993)
- Viktor Druzin, nuotatore artistico kazako (n. 2006)
- Viktor Kuznecov, ex nuotatore sovietico (Leningrado, n. 1961)
- Viktor Mazanov, ex nuotatore sovietico (Mosca, n. 1947)

## Ostacolisti(1)
- Viktor Mjasnikov, ex ostacolista sovietico (n. 1948)

## Pallanuotisti(5)
- Viktor Ageev, pallanuotista sovietico (Mosca, n. 1936 - † 2023)
- Viktor Berendjuga, ex pallanuotista sovietico (Leopoli, n. 1962)
- Viktor Jelenić, ex pallanuotista e allenatore di pallanuoto serbo (Belgrado, n. 1970)
- Viktor Nagy, pallanuotista ungherese (Budapest, n. 1984)
- Viktor Rašović, pallanuotista serbo (Belgrado, n. 1993)

## Pallavolisti(2)
- Viktor Josifov, pallavolista bulgaro (Omurtag, n. 1985)
- Viktor Poletaev, pallavolista russo (Čeljabinsk, n. 1995)

## Pattinatori artistici su ghiaccio(1)
- Viktor Petrenko, ex pattinatore artistico su ghiaccio e allenatore di pattinaggio ucraino (Odessa, n. 1969)

## Pattinatori di short track(2)
- Viktor An, ex pattinatore di short track sudcoreano (Seul, n. 1985)
- Viktor Knoch, pattinatore di short track ungherese (Pécs, n. 1989)

## Pattinatori di velocità su ghiaccio(1)
- Viktor Kosičkin, pattinatore di velocità su ghiaccio sovietico (Moški, n. 1938 - Mosca, † 2012)

## Pentatleti(3)
- Viktor Horváth, pentatleta ungherese (Székesfehérvár, n. 1978)
- Viktor Mineev, pentatleta sovietico (Černihiv, n. 1937 - Mosca, † 2002)
- Viktor Platan, pentatleta finlandese (Lappeenranta, n. 1919 - Lahti, † 2013)

## Pistard(4)
- Viktor Logunov, pistard sovietico (Mosca, n. 1944 - † 2022)
- Viktor Manakov, pistard russo (Budogošč', n. 1960 - Mosca, † 2019)
- Viktor Romanov, ex pistard sovietico (Leningrado, n. 1937)
- Viktor Sokolov, ex pistard e ciclista su strada russo (Klimovsk, n. 1954)

## Pittori(7)
- Viktor Ėl'pidiforovič Borisov-Musatov, pittore russo (Saratov, n. 1870 - Tarusa, † 1905)
- Viktor Aleksandrovič Hartmann, pittore e architetto russo (San Pietroburgo, n. 1834 - Kireevo, † 1873)
- Viktor Michailovič Ladviščenko, pittore russo (Leningrado, n. 1930)
- Viktor Aleksandrovič Ljapkalo, pittore russo (Uchta, n. 1956)
- Viktor Michajlovič Vasnecov, pittore russo (Lop'jal, n. 1848 - Mosca, † 1926)
- Viktor Ivanovyč Zarec'kyj, pittore, grafico e pedagogo sovietico (Bilopillya, n. 1925 - † 1990)
- Viktor Karlovič Štember, pittore russo (Mosca, n. 1863 - Russia, † 1921)

## Poeti(4)
- Velimir Chlebnikov, poeta russo (Malye Derbety, n. 1885 - Santalovo, † 1922)
- Viktor Borisovič Krivulin, poeta, scrittore e saggista russo (Kadievka, n. 1944 - San Pietroburgo, † 2001)
- Viktor Luferov, poeta, musicista e cantautore russo (Mosca, n. 1945 - Mosca, † 2010)
- Viktor Alekseevič Savin, poeta e drammaturgo sovietico (Nëbdino, n. 1888 - † 1943)

## Politici(18)
- Viktor Semënovič Abakumov, politico e generale sovietico (Mosca, n. 1908 - Leningrado, † 1954)
- Viktor Stepanovič Černomyrdin, politico russo (Černyj Otrog, n. 1938 - Mosca, † 2010)
- Viktor Borisovič Christenko, politico russo (Čeljabinsk, n. 1957)
- Viktor Dvorčák, politico e giornalista slovacco (Vyšný Svidník, n. 1878 - Budapest, † 1943)
- Viktor Dyk, politico e poeta ceco (Pšovka u Mělníka, n. 1877 - Isola di Mezzo, † 1931)
- Viktor Vasil'evič Grišin, politico e sindacalista sovietico (Serpuchov, n. 1914 - Mosca, † 1992)
- Viktor Ivanov, politico e imprenditore russo (Novgorod, n. 1950)
- Viktor Juščenko, politico ucraino (Choruživka, n. 1954)
- Viktor Kingissepp, politico e rivoluzionario estone (Salme, n. 1888 - Tallinn, † 1922)
- Viktor Medvedčuk, politico e imprenditore ucraino (Počet, n. 1954)
- Viktor Petrovič Nikonov, politico sovietico (Belogorskij, n. 1929 - Mosca, † 1993)
- Viktor Pavlenko, politico e militare ucraino (Kuban', n. 1886 - Kuban', † 1932)
- Viktor Ravasz, politico slovacco (Kunov, n. 1887 - Petrova Ves, † 1957)
- Viktor Rossi, politico svizzero (Lugano, n. 1968)
- Viktor Tjul'kin, politico sovietico (Vladivostok, n. 1951)
- Viktor Tushaj, politico e insegnante albanese (Alessio, n. 1962)
- Viktor Zimin, politico russo (Dissos, n. 1962 - Mosca, † 2020)
- Viktor Michajlovič Čebrikov, politico e generale sovietico (Ekaterinoslav, n. 1923 - Mosca, † 1999)

## Politologi(1)
- Viktor Petrovič Gajduk, politologo, critico letterario e saggista russo (Mosca, n. 1944)

## Presbiteri(1)
- Viktor Danilov, presbitero, storico e pubblicista russo (Jaroslavl', n. 1927 - Jaroslavl', † 2016)

## Psichiatri(2)
- Viktor Emil von Gebsattel, psichiatra, umanista e psicoterapeuta tedesco (Monaco di Baviera, n. 1883 - Bamberga, † 1976)
- Viktor Tausk, psichiatra e psicoanalista slovacco (Žilina, n. 1879 - Vienna, † 1919)

## Pugili(3)
- Viktor Dem'janenko, ex pugile kazako (Almaty, n. 1958)
- Viktor Rybakov, ex pugile sovietico (Magadan, n. 1956)
- Viktor Savčenko, ex pugile sovietico (n. 1952)

## Rapper(3)
- Virgo, rapper bulgaro (Burgas, n. 1998)
- Unikkatil, rapper e produttore discografico albanese (Pristina, n. 1981)
- Viktor Sheen, rapper kazako (Almaty, n. 1993)

## Registi(19)
- Viktor Aristov, regista, sceneggiatore e attore sovietico (Budennovka, n. 1943 - † 1994)
- Viktor Buturlin, regista sovietico (Mosca, n. 1946 - San Pietroburgo, † 2022)
- Viktor Michajlovič Georgiev, regista sovietico (Novorossijsk, n. 1937 - Mosca, † 2010)
- Viktor Illarionovič Ivčenko, regista cinematografico sovietico (Bohoduchiv, n. 1912 - Rostov sul Don, † 1972)
- Viktor Kobzev, regista sovietico (Voronež, n. 1956)
- Viktor Grigor'evič Komissarževskij, regista sovietico (n. 1912 - † 1981)
- Viktor Viktorovič Morgenštern, regista sovietico (n. 1907 - † 1986)
- Viktor Obuchov, regista sovietico (n. 1940 - † 2009)
- Viktor Abrosimovič Petrov, regista sovietico (Step'anakert, n. 1939 - San Pietroburgo, † 2000)
- Viktor Aleksandrovič Sadovskij, regista sovietico (Pietrogrado, n. 1922 - San Pietroburgo, † 1997)
- Viktor Sergeev, regista sovietico (Leningrado, n. 1938 - Mosca, † 2006)
- Viktor Fёdorovič Sokolov, regista sovietico (Mosca, n. 1928 - San Pietroburgo, † 2015)
- Viktor Ivanovič Tregubovič, regista, attore e sceneggiatore sovietico (n. 1935 - San Pietroburgo, † 1992)
- Viktor Semёnovič Turbin, regista sovietico (n. 1913 - † 1984)
- Viktor Aleksandrovič Turin, regista cinematografico russo (San Pietroburgo, n. 1895 - Mosca, † 1945)
- Viktor Turžanskij, regista ucraino (Kiev, n. 1891 - Monaco di Baviera, † 1976)
- Viktor Vladislavovič Ėjsymont, regista cinematografico sovietico (Hrodna, n. 1904 - Mosca, † 1964)
- Viktor Šamirov, regista russo (Rostov sul Don, n. 1966)
- Viktor Živolub, regista sovietico (Kadiïvka, n. 1932)

## Rivoluzionari(2)
- Viktor Michajlovič Černov, rivoluzionario e politico russo (Novouzensk, n. 1873 - New York, † 1952)
- Viktor Pavlovič Nogin, rivoluzionario e politico russo (Mosca, n. 1878 - Mosca, † 1924)

## Saltatori con gli sci(1)
- Viktor Polášek, saltatore con gli sci ceco (n. 1997)

## Scacchisti(4)
- Viktor Gavrikov, scacchista svizzero (Kriuljany, n. 1957 - Burgas, † 2016)
- Viktor Korčnoj, scacchista sovietico (Leningrado, n. 1931 - Wohlen, † 2016)
- Viktor Láznička, scacchista ceco (Pardubice, n. 1988)
- Viktor Tietz, scacchista cecoslovacco (Rumburg, n. 1859 - Karlovy Vary, † 1937)

## Schermidori(7)
- Viktor Baženov, ex schermidore sovietico (Omsk, n. 1946)
- Viktor Krovopuskov, ex schermidore sovietico (Mosca, n. 1948)
- Viktor Modzalevskij, schermidore sovietico (Aktjubisk, n. 1943 - Tula, † 2011)
- Viktor Putjatin, schermidore sovietico (Kharkov, n. 1941 - † 2021)
- Viktor Sidjak, ex schermidore e maestro di scherma sovietico (Anžero-Sudžensk, n. 1943)
- Viktor Ždanovič, ex schermidore sovietico (Leningrado, n. 1938)
- Viktor Zuikov, ex schermidore estone (Tartu, n. 1962)

## Scrittori(5)
- Viktor Petrovič Astaf'ev, scrittore russo (Ovsjanka, n. 1924 - Krasnojarsk, † 2001)
- Viktor Vladimirovič Erofeev, scrittore, critico letterario e giornalista russo (Mosca, n. 1947)
- Viktor Platonovič Nekrasov, scrittore sovietico (Kiev, n. 1911 - Parigi, † 1987)
- Viktor Olegovič Pelevin, scrittore russo (Mosca, n. 1962)
- Viktor Borisovič Šklovskij, scrittore, critico letterario e sceneggiatore russo (San Pietroburgo, n. 1893 - Mosca, † 1984)

## Sollevatori(7)
- Viktor Bušuev, sollevatore sovietico (Balachna, n. 1933 - Nižnij Novgorod, † 2003)
- Viktor Kurencov, sollevatore sovietico (Tuchinka, n. 1941 - Odincovo, † 2021)
- Viktor Mazin, sollevatore sovietico (Černovskije Kopi,, n. 1954 - Minusinsk, † 2022)
- Viktor Sinjak, ex sollevatore sovietico (Minsk, n. 1970)
- Viktor Soc, ex sollevatore sovietico (Stalino, n. 1958)
- Viktor Solodov, sollevatore sovietico (Myski, n. 1962)
- Viktor Tregubov, ex sollevatore sovietico (Šachty, n. 1965)

## Storici(3)
- Victor Rutenburg, storico sovietico (Mosca, n. 1911 - San Pietroburgo, † 1988)
- Viktor Suvorov, storico, scrittore e ex agente segreto russo (Barabaš, n. 1947)
- Viktor Zaslavskij, storico canadese (Leningrado, n. 1937 - Roma, † 2009)

## Tennisti(1)
- Viktor Galović, ex tennista croato (Nova Gradiška, n. 1990)

## Teologi(1)
- Viktor Ivanovič Nesmelov, teologo e filosofo russo (Vertunovka, n. 1863 - Kazan', † 1937)

## Tiratori a segno(1)
- Viktor Šamburkin, tiratore a segno sovietico (Leningrado, n. 1931 - Mosca, † 2018)

## Triatleti(1)
- Viktor Zemcev, triatleta ucraino (Avdiïvka, n. 1973)

## Triplisti(2)
- Viktor Kravčenko, ex triplista sovietico (Rostov sul Don, n. 1941)
- Viktor Saneev, triplista sovietico (Sukhumi, n. 1945 - Sydney, † 2022)

## Tuffatori(1)
- Viktor Minibaev, tuffatore russo (Ėlektrostal', n. 1991)

## Velisti(1)
- Viktor Potapov, velista russo (Dolgoprudnyj, n. 1947 - Dolgoprudnyj, † 2017)

## Velocisti(2)
- Viktor Bryzgin, ex velocista sovietico (Luhans'k, n. 1962)
- Viktor Markin, ex velocista sovietico (Oktjabr'skij, n. 1957)

## Vescovi cattolici(2)
- Viktor Josef Dammertz, vescovo cattolico tedesco (Rheurdt, n. 1929 - Eresing, † 2020)
- Viktor Győző Simon Macalik, vescovo cattolico rumeno (Sibiu, n. 1890 - Jilava, † 1953)

## Violinisti(2)
- Viktor Pikaisen, violinista e insegnante russo (Kiev, n. 1933 - † 2023)
- Viktor Tret'jakov, violinista, insegnante e direttore d'orchestra russo (Krasnojarsk, n. 1946)

## Virologi(1)
- Viktor Mihajlovič Ždanov, virologo sovietico (Štepino, n. 1914 - † 1987)

## Senza attività specificata(3)
- Viktor Petrovyč Brjuchanov, ingegnere elettrico sovietico (Tashkent, n. 1935 - Kiev, † 2021)
- Viktor Janukovyč, ex politico ucraino (Jenakijeve, n. 1950)
- Viktor Nikolaevič Kibenok, vigile del fuoco e militare sovietico (Ivanivka, n. 1963 - Mosca, † 1986)